# Зимогір'я
Зимогі́р'я — місто в Україні, адміністративний центр Зимогір'ївської міської громади Алчевського району Луганської області. Від 2020 року — центр територіальної громади.
Знаходиться на тимчасово окупованій території України.
Відповідно до Розпорядження Кабінету Міністрів України від 12 червня 2020 року № 717-р «Про визначення адміністративних центрів та затвердження територій територіальних громад Луганської області» увійшло до складу Зимогір'ївської міської громади
Відстань до Луганська залізницею 36 км, шосейними шляхами — 42 км.
Видобування кам'яного вугілля (шахта «Черкаська» ДП «Луганськвугілля»). Збагачувальна фабрика, цегляний завод, залізнична станція.

## Географія
Розташований по обидва боки річки Лугань (притока Сіверського Дінця) за 15 кілометрів від районного центру (Слов'яносербська). Залізнична станція Зимогір'я на лінії Лиман — Родакове. Зі сходу на захід простягнувся на 17 кілометрів, з півдня на північ — на 8 кілометрів. Площа 49,5 кв.км. Сусідні населені пункти: села Хороше і Петровеньки (вище за течією Лугані) на північному заході, Новогригорівка і Сміле на півночі, Степове, Довге і селище Слов'яносербськ на північному сході, села Новодачне, Суходіл, Красний Луч і Замостя (нижче за течією Лугані) на сході, селища Родакове, Біле, Юр'ївка на південному сході, Лотикове і Михайлівка на півдні, село Петрівка, селища Криворіжжя, Лозівський, Карпати на південному заході, Яснодольськ на заході.

## Історія
У XVII сторіччі на місці селища існував зимівник Кальміуської паланки Війська Запорозького Низового, що згадується як «Черкаський Брід на річці Лугані».
Село Черкаський Брід — 1645 р., селище Черкаське — 1764 р., смт Черкаське — 1938 р., с-ще Зимогір'я — 1956 р.
За даними на 1859 рік у казенному селі Слов'яносербського повіту Катеринославської губернії мешкало 1892 особи (926 чоловіків та 966 жінок), налічувалось 226 дворових господарств, існувала православна церква.
Станом на 1886 рік у селі, центрі Черкаської волості, мешкало 1755 осіб, налічувалось 295 дворів, існували православна церква та 2 лавки.
За переписом 1897 року кількість мешканців зросла до 2823 осіб (1433 чоловічої статі та 1390 — жіночої), з яких 2785 — православної віри.

### Російсько-українська війна
Під час війни на сході України місто потрапило до зони бойових дій. Зимогір'я було зайняте терористами з серпня 2014 року.
27 червня 2022 року, уже під час повномасштабної війни, спалахнув а потім вибухнув розташований в населеному пункті склад боєприпасів окупаційних сил. Напередодні подібна пожежа на сховищі боєприпасів сталась в тимчасово окупованих Сватовому та Хрустальному. Згодом стало відомо, що склад був уражений українськими військовими з установок HIMARS високоточними реактивними снарядами.

## Населення
За даними перепису 2001 року населення міста становило 11 212 осіб, з них 59,62 % зазначили рідною українську мову, 39,43 % — російську, а 0,95 % — іншу.

## Відомі люди
Уродженці міста:
- Малько Іван Сергійович (1916—2015) — Герой Радянського Союзу
- Семененко Олексій Михайлович (1958) — заслужений журналіст України, віце-президент ФК «Динамо» (Київ)
- Степанов Михайло Володимирович (1952) — український політик, діяч Соціалістичної партії України.